# Hospital Ulysses Pernambucano
Hospital Ulysses Pernambucano, mais conhecido como Hospital da Tamarineira, é um hospital psiquiátrico brasileiro, situado no Recife, no bairro da Tamarineira. Foi o segundo hospital psiquiátrico do Brasil, inicialmente administrado pelo governo da então província de Pernambuco.
É um patrimônio vivo e histórico da psiquiatria de Pernambuco. Foi tombado pelo Patrimônio Histórico do Estado de Pernambuco em 1992.

## Situação em 2010
Ainda em atividade como hospital psiquiátrico, mantém tratamentos em regime de internação, ambulatório e terapia ocupacional e uma das duas únicas unidades de emergências psiquiátricas do Estado. 
Em 2010, a Santa Casa de Misericórdia mostrou interesse em desfazer-se da área,  o que atenderia a interesses do mercado imobiliário do Recife. No dia 22 de fevereiro, a Santa Casa anunciou, numa entrevista coletiva à imprensa, que a área seria destinada à construção de um shopping center, com 170 lojas, dois museus e um parque temático. Diante disso, a comunidade da Tamarineira e, por extensão, de toda a cidade,  mobilizou-se em defesa do Hospital, da sua história e do seu patrimônio, incluindo a área verde. Foi criada a ONG Amigos da Tamarineira para divulgação e defesa da causa. Formou-se o grupo Tamarineira: Loucos por ela, para defender o patrimônio histórico e ambiental. Houve também questionamento quanto  à titularidade do terreno.
A Assembléia Legislativa de Pernambuco, a Câmara Municipal do Recife, o  Instituto Arqueológico, Histórico e Geográfico Pernambucano e o Conselho Estadual de Cultura  empenharam-se na sua preservação. Finalmente, em decreto assinado em 4 de junho de 2010, o prefeito do Recife João da Costa desapropriou o terreno do Hospital da Tamarineira, para transformá-lo em um parque público.
Em 26 de outubro de 2023, a Prefeitura do Recife e Santa Casa de Misericórdia, vinculada à Arquidiocese de Olinda e Recife, formalizaram uma permuta entre dois grandes terrenos, que vai viabilizar a construção.

"Aqui não haverá nenhuma construção vertical ou qualquer tipo de construção que não seja destinada a uma área pública. Aqui existem, em funcionamento, dois equipamentos de saúde: o Hospital Ulysses Pernambucano e o CPTRA [Centro de Prevenção Tratamento e Reabilitação de Alcoolismo]. Não haverá impacto nos serviços de saúde."
João Campos.

### Rock na Tamarineira
Desde 2002, o Hospital é palco do festival Rock na Tamarineira, um evento anual, organizado pelas bandas independentes do Recife. O palco é montado no jardim externo do hospital, e os artistas são  recebidos com grande alegria pelos internos do hospital e pelos muitos visitantes - amigos da Tamarineira, músicos e apreciadores do rock alternativo, que pagam uma entrada  simbólica (doações de roupas e cobertores). 
O evento, idealizado pela banda The Playboys, tem a proposta de aproximar a sociedade do Hospital. "Não é um trabalho assistencialista. Estamos aqui pra fazer uma troca, trazer diversão pra eles e nos divertir bastante", diz o músico Felipe Novais, integrante da banda.
Nos dias de festival, pacientes e visitantes se misturam na mesma plateia, cantando e dançando. "A reação do público é a melhor possível", conta Filipe. "Se rolasse um radinho de pilha, tocando qualquer som, eles já se animariam. Imagina, então, com um palco com som, banda, público de fora. Eles adoram!" O festival realizou a sua 9ª edição, de 15 a 17 de dezembro de 2010.
De 15 a 17 de dezembro de 2010, o festival realizou a sua 9ª edição.